# Yoshio Sasamura
Yoshio Sasamura (jap. 篠村 義夫, Sasamura Yoshio; * 1927; † vor 25. Mai 2011) war ein japanischer Ingenieur und Funktionär.

## Ausbildung und beruflicher Werdegang
Das Studium der Ingenieurwissenschaften und des Schiffsbaus absolvierte Sasamura an der Universität Tokio. Danach arbeitete er als Ingenieur und Sachverständiger für das Nippon Kaiji Kyōkai, eine weltweit arbeitende Klassifikationsgesellschaft. 1964 trat er in den Dienst der Internationalen Seeschifffahrts-Organisation ein. Dort stieg er innerhalb von sechs Jahren zum Leiter der Abteilung Meereskunde auf und übernahm später die Leitung der Abteilung Meeressicherheit. 1987 wurde er schließlich zum stellvertretenden Generalsekretär der Organisation bestellt. Diese Position hatte er zwei Jahre inne. Während seiner Zeit bei der Internationalen Schifffahrts-Organisation war er maßgeblich an der Ausarbeitung zahlreicher völkerrechtlicher Abkommen beteiligt. So hatte er maßgeblich an der Ausarbeitung des Internationalen Freibord-Übereinkommens, des Internationalen Übereinkommens zur Verhütung der Meeresverschmutzung durch Schiffe und der fünften Überarbeitung der International Convention for the Safety of Life at Sea von 1974. 1989 wechselte er als technischer Berater zur Japan Shipbuilding Research Association. Als solcher gehörte er bis 2008 der japanischen Delegation bei der Internationalen Schifffahrts-Organisation an. In der Zeit von 1994  bis 2007 war er zudem Vorsitzender der Hafenstaatkontrolle in Tokio.

## Auszeichnungen (Auswahl)
- 1992: Träger des International Maritime Prize
- Träger des Ordens der Aufgehenden Sonne[1]

## Veröffentlichungen (Auswahl)
- Environmental impact of the transportation of oil, IMCO, London 1977